# Francolí d'aiguamoll
El francolí d'aiguamoll (Ortygornis gularis) és el un ocell de la família dels fasiànids (Phasianidae) que habita zones palustres de l'oest de Nepal, nord de l'Índia i Bangladesh. Es considera extint al delta del Ganges-Brahmaputra a Bangladesh. Està catalogat com a vulnerable a la Llista Vermella de la UICN.

## Descripció
Del llibre “The Game Birds of India & Asia” (1911) de Frank Finn:
“Aquesta espècie es distingeix fàcilment de la majoria de les nostres perdius per la gran mida i les potes relativament llargues; com en l'última espècie, els sexes són similars en plomatge, però el mascle es distingeix fàcilment pels esperons. El plomatge superior és marró amb franges beix, i les plomes exteriors de la cua són castanyes, com en la perdiu xerra; però la gola és de color vermell rovell brillant, i la resta de les parts inferiors són marrons amb ratlles longitudinals de blanc. El bec és negrós, els ulls foscos i les potes d'un vermell apagat. El mascle d'aquesta espècie, que és una mica més gros que la femella, mesura quinze polzades, tot i que la cua només fa una mica més de quatre; l'ala fa més de set polzades i la canya dos i quart.
El francolí d'aiguamoll, com el seu nom indica, té un hàbitat força diferent de les altres espècies, que afecta l'herba alta i els canyers prop de les vores dels rius i els «jheels», tot i que es desplaça a terres cultivades per alimentar-se. Freqüenta les planes al·luvials del Ganges i el Brahmaputra, que s'estenen des de Pilibhit fins a l'extrem d'Assam i Cachar, i fins i tot es troba ocasionalment a l'altiplà Khasi; però no es troba als Sundarbans. Se sap molt poc sobre la criança, però en dues ocasions s'han vist cinc ous de l'espècie a l'abril; eren de color crema i lleugerament clapejats.
A causa de les localitats que freqüenta, el francolí d'aiguamoll sol ser disparat des d'elefants; però Blanford afirma que l'ha disparat a peu prop de Colgong (Kahalgaon), en herba de només tres o quatre peus d'alçada. Diu que s'assembla molt a la perdiu xerra comuna en les seves qualitats gastronòmiques, com també ho fa en el reclam; i és igualment bel·ligerant. El Sr. Hume, a "Game-birds of India", critica el seu artista per representar aquesta espècie dreta a l'aigua com un ocell limícola. Sens dubte, el dibuixant la va representar així per ignorància, però seria interessant saber si aquesta, una dels pocs ocells que freqüenten els pantans de la família dels faisans, mai entra voluntàriament a l'aigua en estat salvatge. El cuidador de l'aviari on es va confinar un exemplar d'aquesta espècie al Zoo de Londres em va dir que l'havia vista dreta a l'aigua.”

## Distribució
La Reserva Natural de Sukla Phanta, al Nepal, representa el límit occidental de la seva distribució.

## Taxonomia
Anteriorment, es classificava en el gènere Francolinus, però les anàlisis filogenètiques indiquen que s'agrupa amb el francolí de capell (Ortygornis sephaena) i el francolí gris (O. pondicerianus). Les tres espècies van ser reclassificades al gènere Ortygornis.